# Richard Wilson (beeldhouwer)
Richard Wilson (Londen, 24 mei 1953) is een Engelse beeldhouwer en installatiekunstenaar. De kunstenaar noemt zijn werken "architectonische interventies".

## Leven en werk
Wilson werd geboren in het Londense district Islington. Hij studeerde van 1970 tot 1971 aan het London College of Printing, van 1971 tot 1974 aan het Hornsey College of Art in Londen en van 1974 tot 1976 aan de University of Reading in Reading. Hij had zijn eerste groepstentoonstelling 1976 in de Whitechapel Art Gallery en zijn eerste solo-expositie hetzelfde jaar in de Coracle Press Gallery in Londen. Hij werd in 1986 uitgenodigd voor deelname aan de Biënnale van Venetië en in 1990 aan de Biënnale van São Paulo. Hij werd in 1988 en 1989 genomineerd voor de prestigieuze Turner Prize en verbleef van 1992 tot 1993 met een beurs van de Deutsche Akademische Austauschdienst (DAAD) in Berlijn.
Wilson werd in 2006 benoemd tot lid van de Royal Academy of Arts. In 2009 ontving hij de Charles Wollaston Award, de belangrijkste prijs van de Royal Academy Summer Exhibition.

## Enkele werken
- 20:50 (1987)[1], permanente installatie in de Saatchi Gallery in Londen
- One Piece at a Time (1987), tijdelijke installatie Tyne Bridge in Newcastle upon Tyne
- Entrance to the Tunnel (1994), Tachikawa Public Art Project in Tokio
- Slice of Reality (2000) bij de Millennium Dome in Londen
- Off Kilter (2001), Millennium Square in Leeds
- Final Corner (2002), Fukuroi City (Japan)
- Turning the place over (2007), in Liverpool t.g.v. de Liverpool Biennial
- Meter's Running (2007), Pula (Kroatië)
- Square the Block (2009), London School of Economics
- Shack Stack (2010)[2], Civic Square, Grosvenor Waterside in Londen

## Fotogalerij

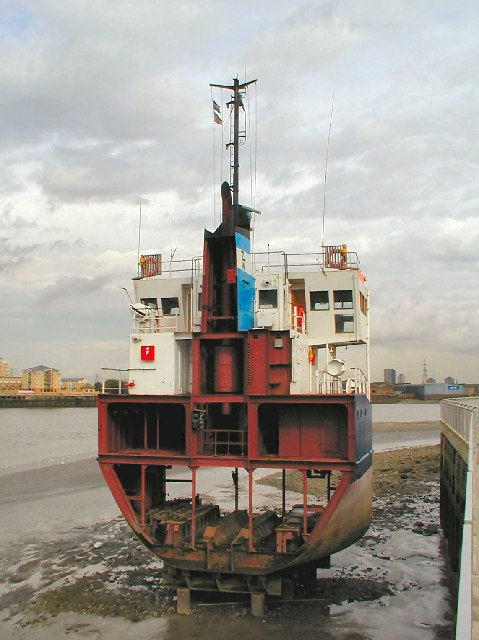
A Slice of Reality (2000)
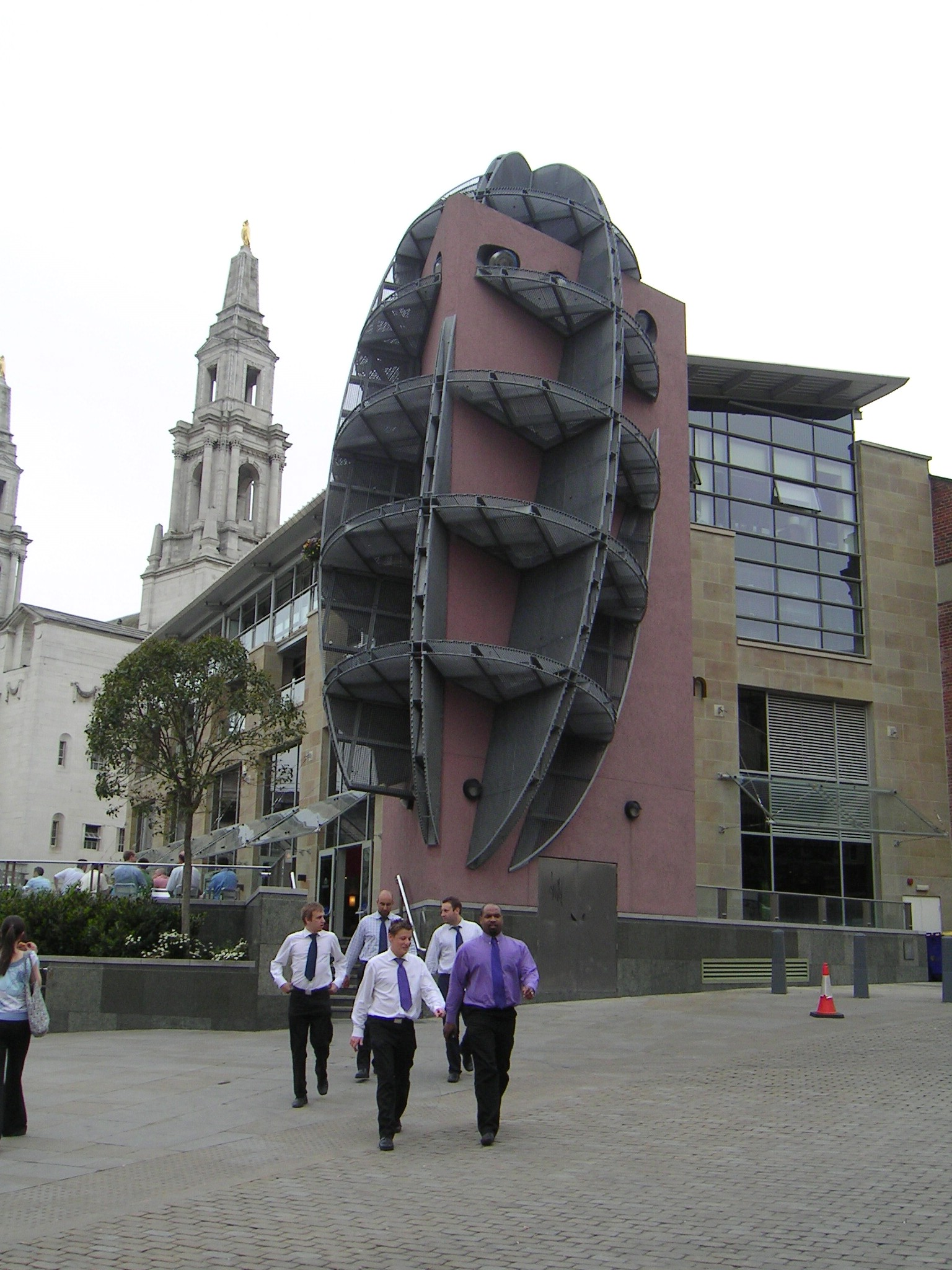
Off Kilter (2001)
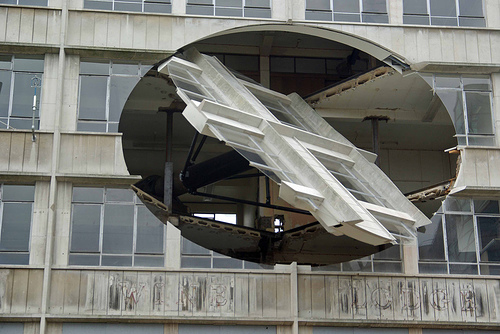
Turning the place over (2007)
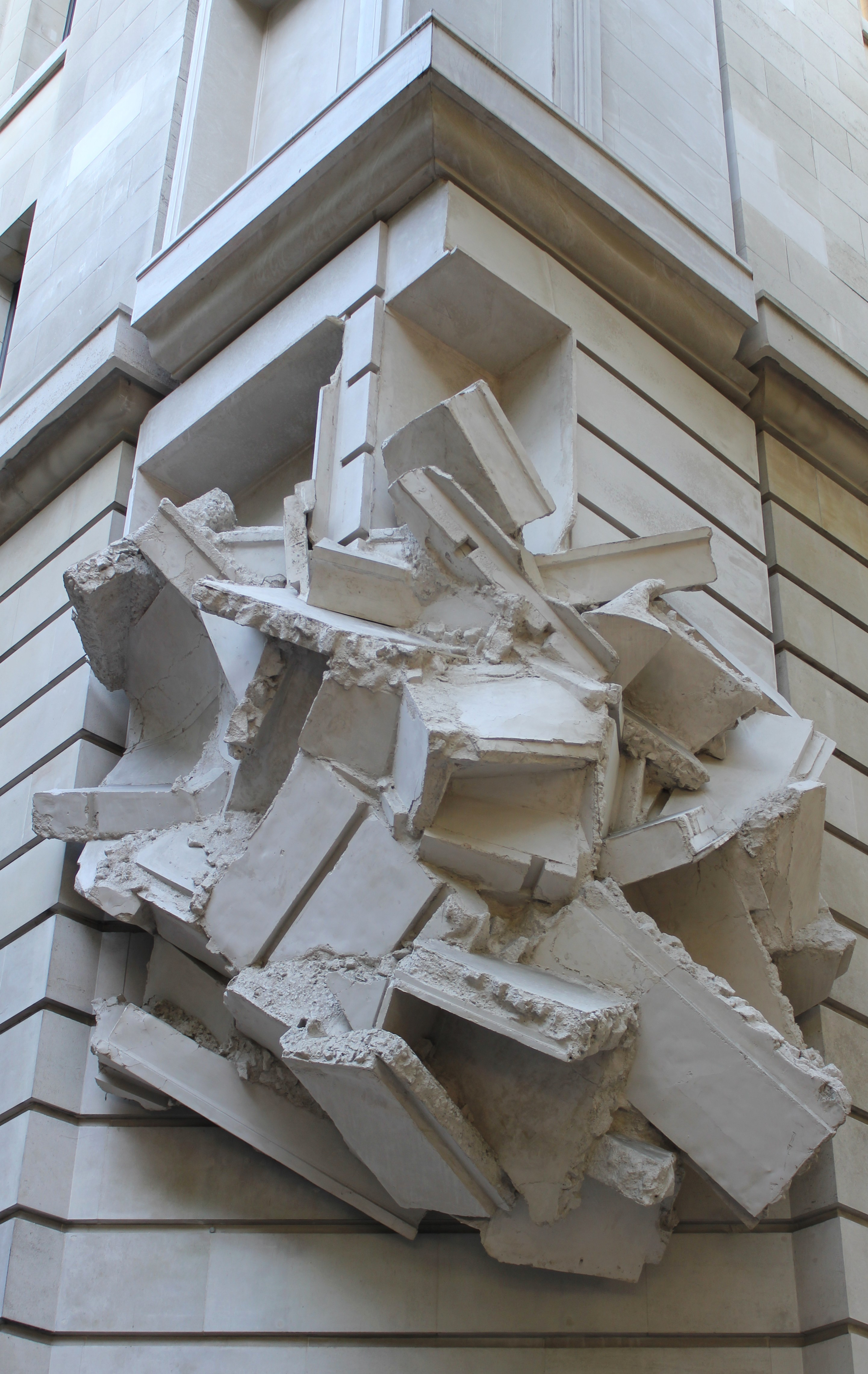
Square the Block (2009)